# Rue Sartine
La rue Sartine est une ancienne voie du 1er arrondissement de Paris (ancien 4e arrondissement). Ouverte à la fin du XVIIIe siècle à l'emplacement de l'hôtel de Soissons (construit à la fin du XVIe siècle), elle disparait à la fin du XIXe siècle lors du percement de la rue du Louvre.

## Situation
Longue de 36 m, la rue commençait rue de Viarmes (nos 27 et 29) et finissait rue Coquillière (nos 15 et 17),.
Jusqu'à la réorganisation de 1859, elle était située dans l'ancien 4e arrondissement, quartier de la Banque, puis dans le 1er arrondissement, quartier des Halles.

## Origine du nom
La rue est nommée d'après Antoine de Sartine,  lieutenant général de police de 1759 à 1774, qui participa activement à la construction de la halle au blé.

## Historique
Par lettres patentes du mois d'août 1755, les prévôts des marchands et échevins sont autorisés à faire l'acquisition des terrains de l'ancien hôtel de Soissons, détruit en 1748-1749. La construction de la halle au blé (actuelle bourse de commerce de Paris) et le percement de plusieurs rues autour de ce nouvel équipement sont autorisés par lettres patentes du 25 novembre 1762, enregistrées au parlement le 22 décembre suivant. Le percement de la rue Sartine est réalisé en avril 1765. Elle est située à l'emplacement de la chapelle de la Reine, qui se trouvait à l'angle de la rue Coquillière et de la rue de Grenelle-Saint-Honoré (actuelle rue Jean-Jacques-Rousseau).

Percement de la rue de Sartine
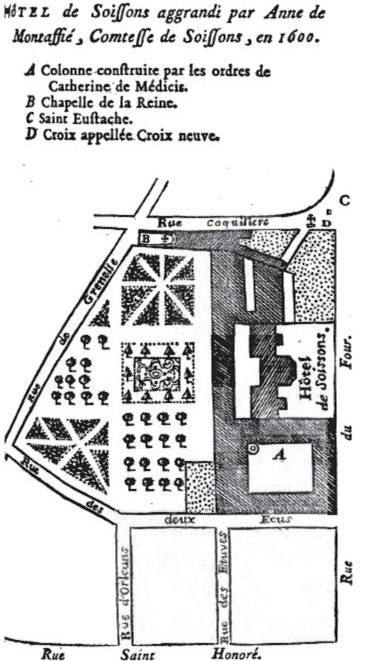
1600 - Hôtel de Soissons.
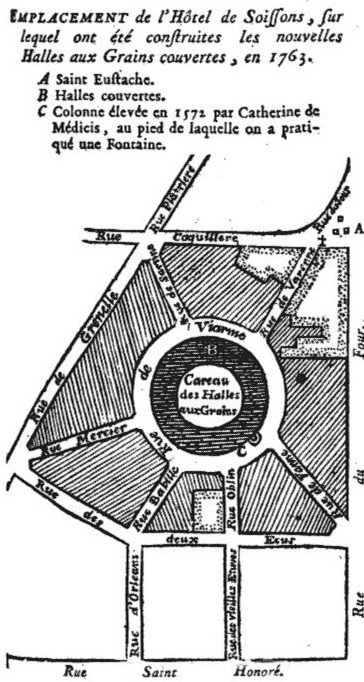
1763 - Halles aux Grains.

La largeur de cette voie publique est alors fixée à 24 pieds. Cette largeur est maintenue par une décision ministérielle du 9 germinal an XIII (30 mars 1805), signée par Jean-Baptiste Nompère de Champagny. 
En 1847, une ordonnance déclare d'utilité publique l'alignement de la rue Sartine du côté de la rue Coquillière.
En 1849, la largeur de la voie est fixée à 7,80 mètres.
En 1860, le décret déclarant d'utilité publique le percement de la rue du Louvre prévoit la suppression de la rue Sartine
. Après qu'un arrêté préfectoral du 4 décembre 1886 a déclaré cessible immédiatement les propriétés pour le dégagement des abords de la bourse de commerce, les immeubles sont démolis en juillet-août 1887. L'immeuble qui occupe l'ilot du no 42 rue du Louvre - no 9 rue Coquillière - no 1 rue Clémence-Royer - nos 19 à 29 rue de Viarmes - no 2 rue Adolphe-Jullien est construit à son emplacement.